# Issam Chernoubi
Issam Chernoubi (* 17. Dezember 1987) ist ein marokkanischer Taekwondoin. Er startet in der Gewichtsklasse bis 80 Kilogramm.
Seine ersten internationalen Titelkämpfe bestritt Chernoubi bei der Weltmeisterschaft 2009 in Kopenhagen, wo er in der Klasse bis 74 Kilogramm jedoch frühzeitig ausschied. Der Durchbruch in die internationale Spitze gelang ihm im Jahr 2011. Bei der Weltmeisterschaft 2011 in Gyeongju zog er in der Klasse bis 80 Kilogramm ins Halbfinale ein und gewann nach einer Niederlage gegen Yunus Sarı die Bronzemedaille. Seinen ersten Titel errang er zudem bei den Panarabischen Spielen in Doha. Auch bei der Universiade in Shenzhen erreichte er das Halbfinale und gewann Bronze. Chernoubi siegte zu Beginn des Jahres 2012 beim afrikanischen Olympiaqualifikationsturnier in Kairo in der Klasse bis 80 Kilogramm im Finale gegen Abdelrahman Ahmed und sicherte sich seine Teilnahme an den Olympischen Sommerspielen 2012 in London. Bei den Mittelmeerspielen 2013 in Mersin gewann er die Goldmedaille in der Klasse bis 80 Kilogramm.